# Tipula backstromi
Tipula backstromi är en tvåvingeart som beskrevs av Alexander 1920. Tipula backstromi ingår i släktet Tipula och familjen storharkrankar. Inga underarter finns listade i Catalogue of Life.